# Puig Estraver
El Puig Estraver és una muntanya de 689 metres que es troba al municipi de Torrelles de Foix, a la comarca catalana de l'Alt Penedès.